# 張希崇
张希崇（888年—939年1月29日），字德峰，唐朝末年至五代十国燕国、辽国、后唐、后晋将领，幽州蓟县（今北京市）人。
张希崇父亲张行简，假蓟州玉田令。张希崇年轻时通晓《左氏春秋》。天祐年间，刘守光不喜儒士，张希崇投笔自效，升为裨将。李守光败，晋王李存勖命周德威镇守幽州，张希崇以旧籍列于麾下，不久周德威派遣他率偏师守平州。契丹耶律阿保机南攻，攻陷平州城，俘虏张希崇。阿保机询问张希崇，知其为儒者，让他担任元帅府判官，后改任卢龙军行军司马，又改任蕃汉都提举使。天成初年，契丹平州节度使卢文进自平州亡归后唐，契丹皇帝耶律德光以张希崇继任平州节度使，派遣心腹总率边骑三百监军。张希崇在任几年，耶律德光渐加宠信，监视的士兵稍稍懈怠。一天，登州楼自己盘算说：“昔日班仲升戍西域，不敢擅自归还，是因为禀承皇帝诏命。我现在入关，决断在自己，何必安于不测之地而滞留自己！”于是召来汉人部曲中的翘楚，对他们说：“我身陷此地，饮乳酪穿皮毛，活着不能见亲人，死后成为穷荒之鬼，南望山川，度日如年，你等难道没有思乡者吗！”部曲也都哭泣下沾衣，说：“明公想要保全部曲南归，好是好，如何对付敌众呢？”都说兵多不能一起走，劝张希崇独自归去。张希崇说：“北虏监视我的只有三百骑兵，等到明日首领至牙帐，则先将他擒获，没有统领，其党必散。平州距离契丹王帐千余里，待报至王帐，他们征兵，十天才到这里，则我等已经深入汉界了，哪还用因为兵少而犯愁呢！”部下大喜。当天，张希崇在州衙之侧的空地上挖了个坑，装进石灰。第二天早上，契丹将领与他的随从前来，张希崇请他们喝了饮数钟醇酒，酒醉，将他们投于灰坑中，都死在里面。契丹骑兵在北郭驻营，他派人攻打，都溃围逃走，张希崇于是率领管内二万余人南归中原。唐明宗嘉赏他，任命他为汝州防御使。张希崇到任，派人迎母亲来赴汝州。其母进入汝州境，张希崇亲自肩抬载其母的板舆走了三十里。张希崇为人朴厚，喜欢读书，公事之余，手不释卷。不喜声色，不好饮酒音乐，不养姬妾僮仆。不管严寒盛暑，都衣冠齐整，家中勤杂，没有听到他说放纵傲慢的话。事母至孝，早晚母亲吃饭，他一定侍立左右，吃完洗漱完毕才退下。
在汝州二年后，张希崇改任灵州两使留后。灵州地近戎狄，灵州戍兵每年运粮跋涉五百里，担心被抢。张希崇于是告谕戍边士兵，广开屯田，努力耕种，一年后，军粮充足。节省运粮，明宗下诏书褒扬，正授旄节为朔方节度使。张希崇安定士卒，招抚蕃部，甘州回鹘、瓜州、沙州归义军全都遣使入贡。
在任四年，清泰年间，张希崇不喜欢边疆的风俗，多次上表请求入觐，回到内地，李从珂允许。至京不久，朝廷以他有安边之名，决定在内地任职，改为邠州节度使。他性情虽然仁恕，但遇到奸恶，则嫉恶如仇。在邠州时，有人给郭家当义子，从幼童一至长大成人，因性情乖戾不听教训，被赶走了。郭氏夫妇相继去世。郭氏有嫡子，已经长大了，郭家的亲戚与那个义子相约，说是亲子，想要分其家财，帮他打官司，前后几任官员不能了结，遂成疑案。张希崇看到诉状，判道：“父亲在时已经离开，母亲去世也不回来。即使是义子，也辜负了二十年的抚养之恩；如果是亲儿，那就犯了三千条悖逆之罪。大为伤害名教，怎敢来分割家产！郭家的财产全部交付亲子，起诉人与伙同造假的，交给法官按律定刑。”
石敬瑭因为勾结契丹建立后晋，他担心会被引渡回去，于是再任灵武朔方节度使。官至开府仪同三司、检校太尉，封清河郡公，食邑二千户，赐靖边奉国忠义功臣。张希崇叹道：“我该老死边城，这种命运是无法逃避了。”于是郁郁不得志，久后成疾。他知星历，善观象，天福三年（938年），在灵州，观察到月球遮掩了毕口大星，经过一个月又是如此，于是叹道：“毕口大星，代表边将也，月亮两次遮掩，我大概要死了。”天福四年正月初七己酉日（939年1月29日）在任上去世，时年五十二岁，赠太师。其子张仁谦担任引进副使。